# MXF
Material eXchange Format (MXF) és un format contenidor per a dades professionals d'àudio i vídeo definit dins el conjunt d'estàndards del SMPTE.

## Introducció
El Material Exchange Format (MXF) és un format obert de fitxer desenvolupat per a l'intercanvi d'essència (material d'àudio i vídeo) i les seves metadades associades, entre diferents estacions de treball amb diverses aplicacions i equips, o fins i tot diferents tecnologies.
Deriva del model de dades AAF (Advanced Authoring Format) i és un format contenidor que facilita la interoperabilitat de continguts entre diferents aplicacions usades en la cadena de producció de televisió, oferint eficiència operacional.
Sorgeix a causa de la poca funcionalitat i interoperabilitat entre servidors d'arxius, plataformes d'edició de treball i altres dispositius de creació de continguts en l'intercanvi material audiovisual en entorns de producció professional.
El MXF s'ha desenvolupat per les principals empreses i fabricants de la indústria de broadcast i les organitzacions més importants com Pro-MPEG, EBU i l'associació AAF. S'ha completat amb les entrades de la comunitat usuària per assegurar que el format compleix amb les seves necessitats reals.

## Objectius
Les tecnologies canviants en la producció de televisió o en la transmissió de media provoca la necessitat de millorar els fluxos de treball i fer les pràctiques de treball més eficients del que actualment és possible amb la barreja de formats propietaris de fitxers. La transferència de fitxers ha de ser independent del contingut, ha de transportar metadades i ha de ser capaç de reproduir en temps real.
Així doncs, com aconseguir la interoperabilitat és l'objectiu principal de Pro-MPEG i MXF, s'ha implementat en tres àrees:
- Pot treballar amb diferents protocols de xarxa i a través de diferents sistemes operatius (Windows, Mac, Unix, …)
- És independent del format de compressió usat, ja que pot transportar diferents formats com MPEG, DV o vídeo sense comprimir.
- Ha de suportar tant transferència d'arxius com de streams.

L'aportació decisiva de MXF és que permet guardar i intercanviar no només el contingut o essència, sinó també les metadades associades. Actualment les metadades es troben en qualsevol sistema, però sovint aquesta informació es perd en l'intercanvi entre sistemes degut a incompatibilitats. Les metadades poden contenir informació com el timecode, l'estructura d'arxius, subtítols, notes d'edició, …així que poden superar el contingut de l'àudio i el vídeo i és imprescindible un bon ús. MXF millora la gestió de la informació audiovisual i permet millorar els fluxos de creació de continguts eliminant les reentrades de metadades repetides.

## Estructura
MXF és un format de fitxer versàtil que emmagatzemar dades amb qualsevol format de compressió amb les metadades associades, emmagatzemar fitxers de streaming que es visualitzin durant la transferència, contenir un llistat de fitxers i emmagatzemar la informació sincronitzada.
L'estructura d'un fitxer MXF consisteix en una capçalera, un cos que conté l'essència i un peu. Per a una estandardització ràpida MXF s'ha adherit a les guies SMPTE KVL (Key Length Value). MXF està compost per una seqüència continua de paquets KVL de diversos tipus: àudio, vídeo, taules index, capçaleres de partició i metadades. Cada ítem del fitxer es codifica amb KVL, és a dir, cada un s'identifica amb una única clau de 16 bytes i la seva longitud. Cada una d'aquestes seccions conté una o més particions, permetent separar l'essència de les metadades. D'aquesta forma permet que el format de fitxer pugui créixer i afegir noves característiques com noves tècniques de compressió i esquemes de metadades que es vagin definint.

## MXF en ús
El MXF deriva del model de dades AAF, de manera que els dos formats són complementaris. Els arxius creats d'acord amb les regles MXF poden obrir-se amb aplicacions que admetin AAF. A més, els arxius MXF es poden incrustar en arxius AAF. De moment MXF no substituirà els formats existents. S'usa en dissenys de nous equips, en versions d'actualitzacions de servidors A/V i NLEs, i com a arxiu de format. Així que la difusió portarà un temps i haurà de coexistir amb els formats existents. Actualment tots els arxius MXF no són totalment compatibles i no hi ha garantia que un arxiu MXF es pugui usar en qualsevol descodificador donat. Per una veritable interoperabilitat, tant l'emissor com el receptor han de suportar la mateixa compressió A/V i formats metadades. MXF especifica models operacionals que defineixen les característiques, tipus de compressió i estructures de metadades del MXF que suporten. A través del SMPTE apareixeran els nous models necessaris per a la indústria.
En l'actualitat MXF és força efectiu en l'intercanvi de material D10 (IMX), sobretot degut a l'èxit del sistema eVTR de Sony i el eVTR RDD de Sony. És possible combinar els fluxos del eVTR, sistemes Avid NLE i servidors de broadcast usant MXF en coordinació amb AAF. També està millorant l'intercanvi de material MPEG-2 Long-GOP entre servidors de vídeo. Des de la tardor de 2005 hi ha més problemes en la interoperabilitat amb MXF en l'ús en postproducció de broadcast. Hi ha dos sistemes de càmeres de gravació que produeixen MXF, la XDCAM de Sony i la DVCPRO P2 de Panasonic, que produeixen arxius mútuament incompatibles a opcions de sub-format opac poc clar en l'extensió del fitxer MXF. I sense eines avançades és impossible distingir entre ells. A més, molts sistemes MXF produeixen fitxers que emmagatzemen l'àudio i el vídeo per separat i usen una convenció per anomenar-los que depèn de noms de fitxer aleatòriament generats units. No només agreuja la qüestió de conèixer exactament quin és un fitxer MXF sense eines especialitzades, també trenca la funcionalitat de les tècniques de computació estàndards que s'usen habitualment per manipular les dades sobre nivells fonamentals com moure, copiar, canviar de nom i esborrar. Usant un nom de fitxer generat aleatòriament l'usuari està desinformat, però canviant el nom es trenca l'estructura de la base de dades entre fitxers. Cal indicar també que MXF no se suporta per algunes aplicacions importants com Adobe After Effects. La implementació en altres productes, incloent Avid Newscutter, és particularment deficient i destaca en qüestions d'identificació opcions de XDCAM i P2 MXF fàcilment confusibles. Tot i que el propòsit de MXF és un format que es pot arxivar fàcilment, importar fitxers dividits MXF amb metadades externes XML pot resultar molt complicat. L'extensió per als fitxers MXF és ".mxf", encara que el Macintosh File Type Code registrat per Apple és "mxf " (adonar-se de l'espai posterior).

## Estandardització
MXF és una solució oberta que ha estat sotmesa a l'estandardització per part de la SMPTE. El Pro-MPEG Forum i l'associació AAF tenen el suport d'una substancial part de la indústria del sector. Addicionalment s'ha treballat pròximament amb altres grups d'usuaris com EBU, assegurant que s'incorporen totes les necessitats dels usuaris. Al mateix temps molts fabricants i subministradors de software i maquinari estan interessats en la implementació de MXF al més aviat possible.
- Documents base
  - SMPTE 377M: The MXF File Format Specification (document principal general)
  - SMPTE EG41: MXF Engineering Guide (guia explicant com usar MXF)
  - SMPTE EG42: MXF Descriptive Metadata (guia explicant com usar les metadades descriptives en MXF)

- Patrons operacionals
  - SMPTE 390M: OP-Atom (un layout simple per fitxers MXF)
  - SMPTE 378M: OP-1a
  - SMPTE 391M: OP-1b
  - SMPTE 392M: OP-2a
  - SMPTE 393M: OP-2b
  - SMPTE 407M: OP-3a, OP-3b
  - SMPTE 408M: OP-1c, OP-2c, OP-3c

- Contenidors genèrics
  - SMPTE 379M: Generic Container (com s'emmagatzema l'essència en els fitxers MXF)
  - SMPTE 381M: GC-MPEG (com emmagatzemar les dades d'essència MPEG en MXF usant el Contenidor Genèric)
  - SMPTE 383M: GC-DV (com emmagatzemar les dades d'essència DV en MXF usant el Contenidor Genèric)
  - SMPTE 385M: GC-CP (com emmagatzemar les dades d'essència SDTI-CP en MXF usant el Contenidor Genèric)
  - SMPTE 386M: GC-D10 (com emmagatzemar les dades d'essència SMPTE D10 en MXF usant el Contenidor Genèric)
  - SMPTE 387M: GC-D11 (com emmagatzemar les dades d'essència SMPTE D11 en MXF usant el Contenidor Genèric)
  - SMPTE 382M: GC-AESBWF (com emmagatzemar les dades d'essència àudio AES/EBU i Broadcast en MXF usant el Contenidor Genèric)
  - SMPTE 384M: GC-UP (com emmagatzemar les dades d'essència Uncompressed Picture en MXF usant el Contenidor Genèric)
  - SMPTE 388M: GC-AA (com emmagatzemar les dades d'essència d'àudio codificat amb A-law en MXF usant el Contenidor Genèric)
  - SMPTE 389M: Generic Container Reverse Play System Element
  - SMPTE 394M: System Ítem Scheme-1 for Generic Container
  - SMPTE 405M: Elements and Individual Data Items for the GC SI Scheme 1

- Metadades, diccionaris i registres
  - SMPTE 380M: DMS1 (conjunt de metadades descriptives per usar amb fitxers MXF)
  - SMPTE 436M: MXF Mappings for VBI Lines and Ancillary Data Packets
  - SMPTE RP210: SMPTE Metadata Dictionary (l'última versió està disponible aquí:  Arxivat 2007-10-06 a Wayback Machine.)
  - SMPTE RP224: Registry of SMPTE Universal Labels